# Ruanda nos Jogos Olímpicos de Verão de 2016
Ruanda participou dos Jogos Olímpicos de Verão de 2016, que foram realizados na cidade do Rio de Janeiro, no Brasil, entre os dias 5 e 21 de agosto de 2016.

## Natação
Feminino
| Atletas          | Evento          | Eliminatórias | Eliminatórias | Semifinal   | Semifinal   | Final       | Final       |
| Atletas          | Evento          | Tempo         | Posição       | Tempo       | Posição     | Tempo       | Posição     |
| ---------------- | --------------- | ------------- | ------------- | ----------- | ----------- | ----------- | ----------- |
| Johanna Umurungi | 100 m borboleta | 1:11s92       | 43º           | Não avançou | Não avançou | Não avançou | Não avançou |